# Cimiez
Cimiez est le nom donné à un quartier résidentiel de Nice ainsi qu'à la colline où il est construit, et qui est situé au nord-est du centre-ville.
À l'époque romaine, la cité de Cemenelum, préfecture des Alpes-Maritimes, y était implantée. Devenu durant la Belle Époque un lieu de villégiature pour l’aristocratie et la haute bourgeoisie anglaise, le quartier abrite de nombreux palaces, transformés aujourd'hui en appartements bourgeois.

## Toponymie
Un mythe répandu au sein de la population veut que le quartier tienne son nom de la hauteur extraordinaire des arbres qui peuplaient la colline et dont la légende disait que leurs cimes tutoyaient le ciel. Il s'agit en fait d'un processus courant d'étymologie populaire lié à l'analogie cime / Cimiez. Le mot cime est attesté en français depuis le XIIe siècle et est issu du latin médiéval cyma « partie la plus élevée d'un objet, d'un arbre », tout comme le provençal cima. Le latin classique cȳma n'avait pas ce sens mais celui de « tendron de légume ».
Or, le nom de Cimiez est attesté chez les auteurs grecs sous la forme Kemenelon aux IIIe et IIe siècles av. J.-C., lorsqu'ils évoquent la « colline de kemenelon », puis latins sous la forme latinisée Cemenelum,.
La plupart des spécialistes s'accordent sur l'origine prélatine du toponyme Kemenelon / Cemenelum. Ils le considèrent généralement comme une formation toponymique ligure basée sur un radical Kemen- non identifié, dérivé avec un suffixe -elu de sens indéterminé. L'évolution phonétique de Cemenelum à Cimiez reflète une contraction linguistique.

## Histoire

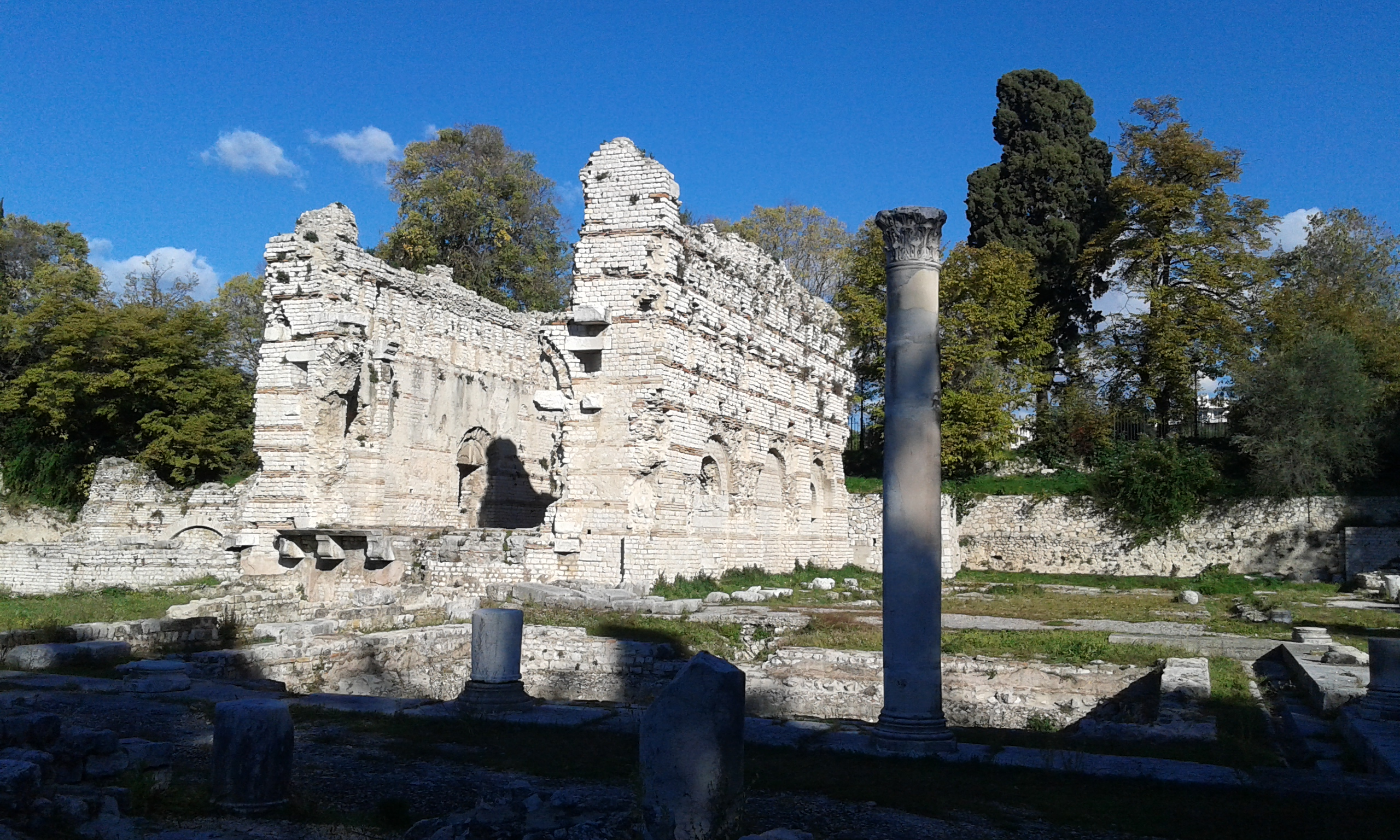
Les thermes romains de Cimiez.

La première implantation sur le site est l’oppidum construit par une tribu de celto-ligures, les Védiantiens, sur une petite éminence au sommet de la colline de Cimiez. Un vieux mur ligure est toujours visible en bordure de l'oppidum.
Une ville gallo-romaine, du nom de Cemenelum, s’implante au Ier siècle au pied de l’oppidum ligure. La cité devient la préfecture de la province romaine des Alpes-Maritimes.
Au IVe siècle, Cemenelum perd son statut de préfecture au profit d'Embrun et commence à décliner. Un évêché de Cemenelum est implanté au Ve siècle mais cette érection ne parvient pas à freiner les transferts de population au profit de Nice.
La ville romaine tombe progressivement en ruines à partir du VIe siècle et, par la suite, la colline de Cimiez devient principalement le lieu de culture de nombreux oliviers et de vignobles exploités par de grandes villas comme la villa Gubernatis, futur musée Matisse de Nice, et par le monastère de Cimiez.
En fin XIXe siècle et début XXe siècle , Cimiez voit l’implantation de palaces et de villas qui accueillent des souverains et riches aristocrates venus de toute l’Europe. La création du boulevard de Cimiez en 1892, à l'initiative d'Henri Germain, facilite l'accès au quartier.

## Lieux remarquables
La colline de Cimiez abrite de remarquables monuments allant de la période romaine au début du XXe siècle.

### Période gallo-romaine

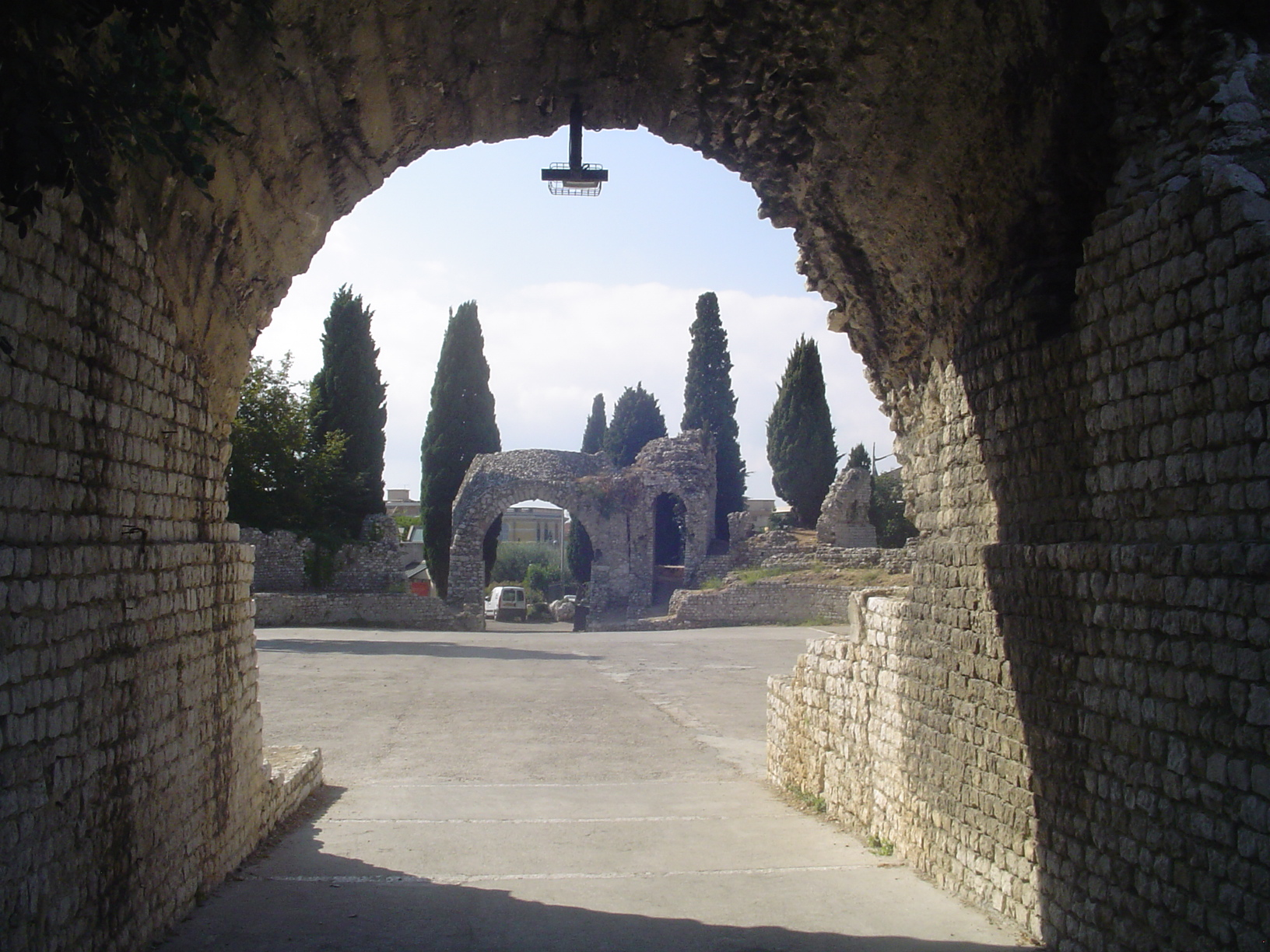
L'amphithéâtre romain de Cimiez.

Le musée archéologique accueille les plus belles pièces trouvées lors de fouilles de la ville gallo-romaine de Cemenelum.
Le musée est la porte d’entrée du site antique qui comprend trois thermes romains du IIIe siècle, des tronçons de voies romaines, un quartier d’habitation avec ses boutiques et un baptistère paléo-chrétien du Ve siècle.
À proximité se trouve un amphithéâtre romain dont la construction débuta au IIe siècle. Dans l'amphithéâtre, lors de la belle saison, se tiennent des concerts et des spectacles. Jusqu'en 2010, le Nice Jazz Festival se déroulait fin juillet aux arènes et dans le parc adjacent.

### Du Moyen Âge auXVIIIesiècle
Au XVIe siècle, des moines franciscains fondèrent le monastère de Cimiez. L'église abrite la Piéta, la Crucifixion et la Déposition de croix, trois des œuvres majeures de l'artiste médiéval Louis Bréa. Le monastère abrite aussi un cloître du XVIe siècle et un musée franciscain.
Sur la place du monastère, une copie d’une croix séraphique du XVe siècle remplace la croix originale conservée dans l’église.
Les jardins du monastère, très prisés, abritent une roseraie et un point de vue inégalable sur la ville et le bord de mer.
Le palais Gubernatis, bâti en 1680, bel exemple des villas aristocratiques de l’époque, est devenu le musée Henri Matisse.
Devant la villa, le parc des Arènes est l’un des restes des vastes oliveraies qui couvraient une large partie de la colline.

### XIXeetXXesiècles

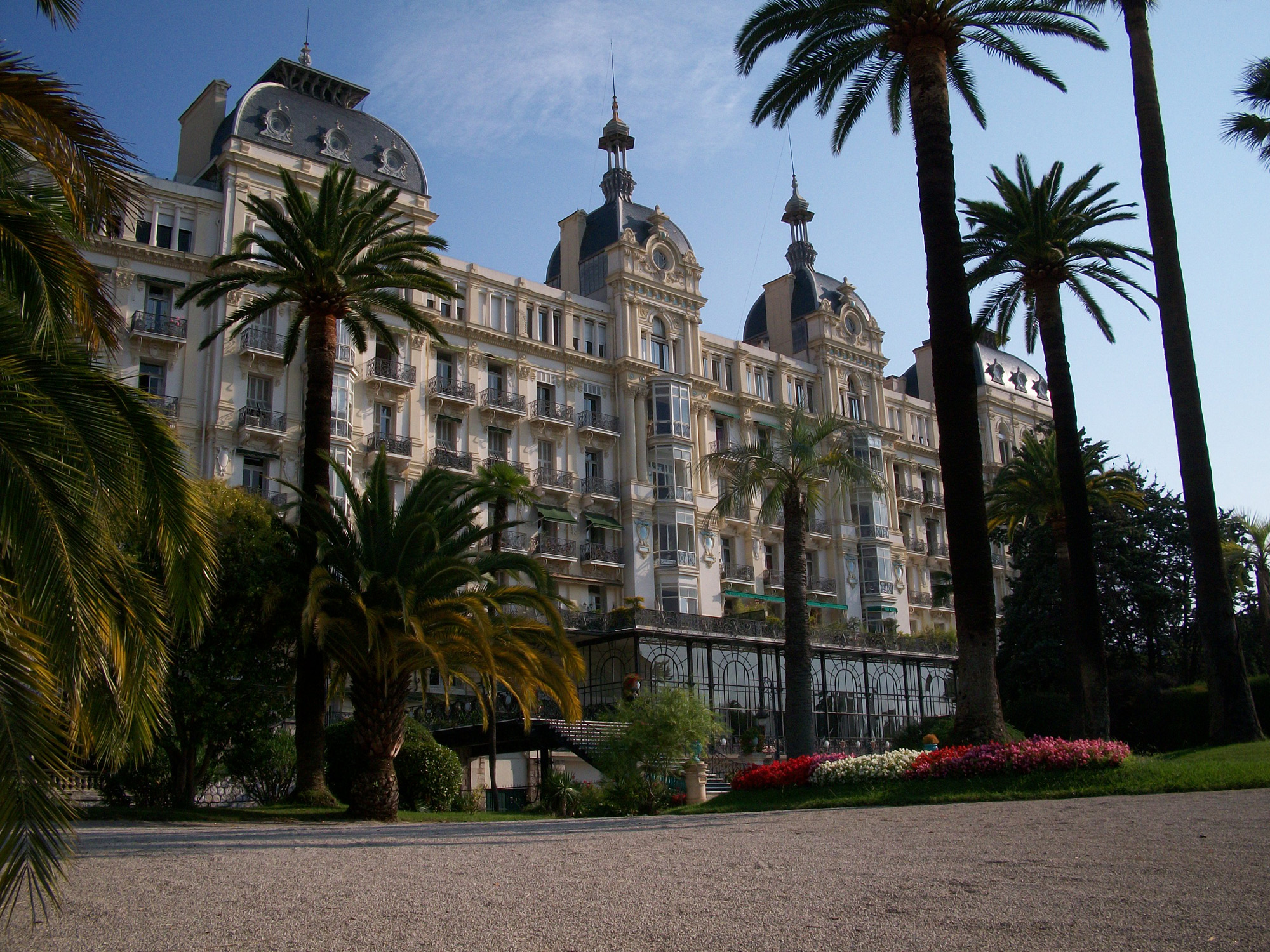
Le Regina.

Le bâtiment le plus spectaculaire de Cimiez est le Régina, ancien hôtel construit en 1896 par Sébastien-Marcel Biasini. La couronne en fer forgé de son aile gauche a été réalisée selon les plans de François-Félix Gordolon. Il a abrité la reine Victoria qui y séjourna lorsque, sur les conseils de son médecin, elle faisait ses longues visites hivernales sur la Riviera française. Transformé en appartements privés dans les années 1930 par Victor Saglia, il a été habité par Henri Matisse.
De nombreux anciens palaces et villas de la fin du XIXe siècle et du début du XXe siècle présentent un grand intérêt architectural.
Le grand séminaire de Nice a été déplacé à Cimiez à la fin du XIXe siècle.
Dans le cimetière jouxtant le monastère de Cimiez, sont enterrés les peintres Henri Matisse et Raoul Dufy ainsi que Roger Martin du Gard, prix Nobel de littérature 1937.
le comte et la comtesse Adrien de Meeûs sont également enterrés à Cimiez.

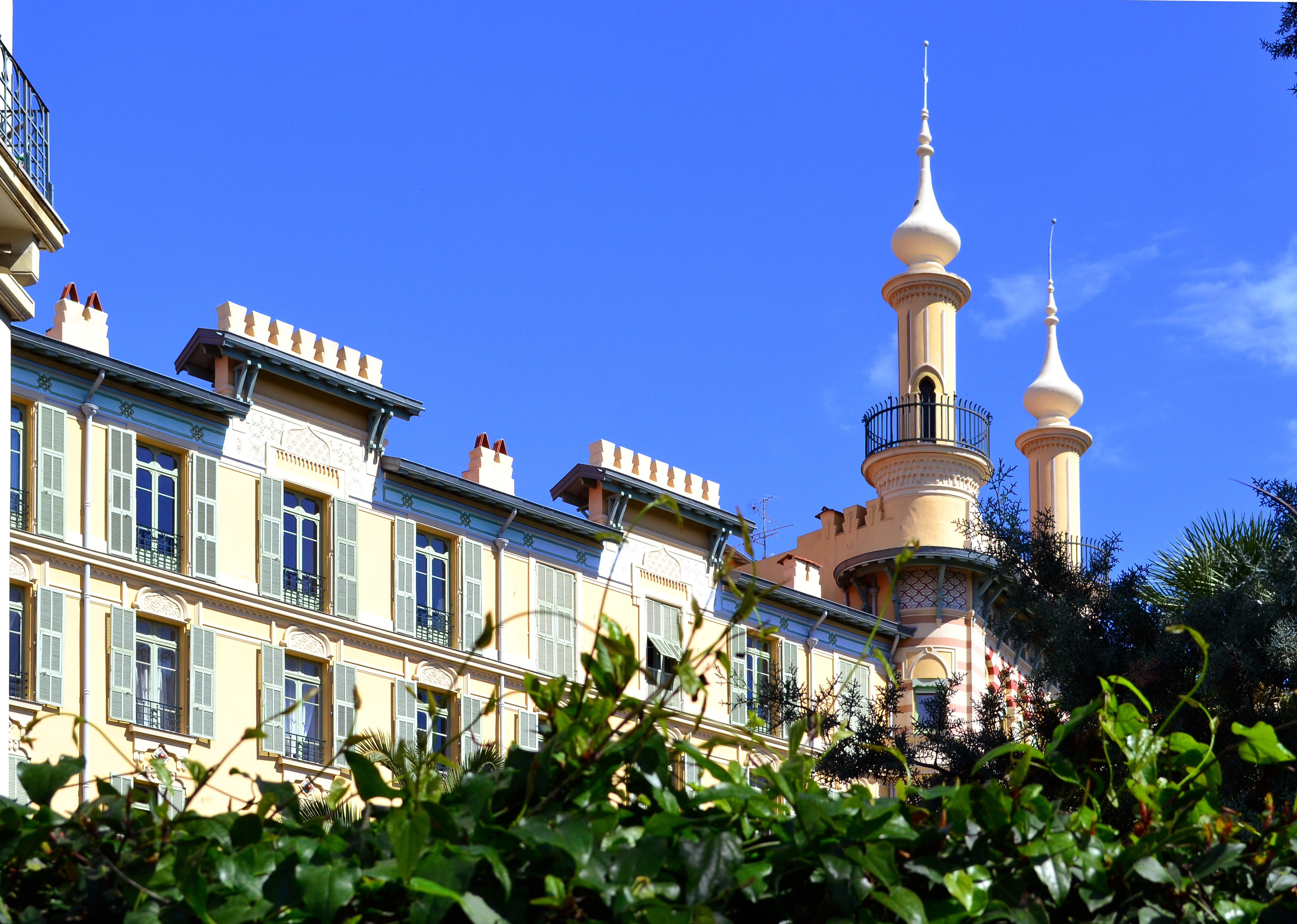
L'Alhambra.

À partir des années 1950, les grands domaines vont progressivement subir des divisions parcellaires afin de bâtir des lotissements d'habitation. C'est par exemple le cas du parc Liserb, domaine de plus de 9 ha ayant appartenu à l'ambassadeur du Brésil en Russie Joseph Ribeiro da Silva puis par William Marshall Cazalet (en), ou encore au domaine Torre di Cimella de 8 ha ayant appartenu au Colonel Sir William Edwyn Evans,. Les hôtels et les palais sont également transformés en immeuble d’habitation.
Plus bas, dans la colline, le parc et château de Valrose abritent l'UFR sciences de l'université de Nice Sophia-Antipolis.
De retour sur le boulevard de Cimiez et en le descendant, l'Alhambra est l'un des exemples les plus spectaculaires d'un ancien hôtel de style mauresque.
Plus bas encore, en bordure du boulevard de Cimiez, le musée national musée national Marc Chagall présente dix-sept toiles illustrant le « Message biblique ».
Le Conservatoire de Musique et de Danse était situé en face, dans la Villa Paradiso du début du XXe siècle. Le Conservatoire à rayonnement régional de Nice est établi désormais depuis 2006 au sommet de la colline, avenue de Brancolar.

## Culture

### Les musées

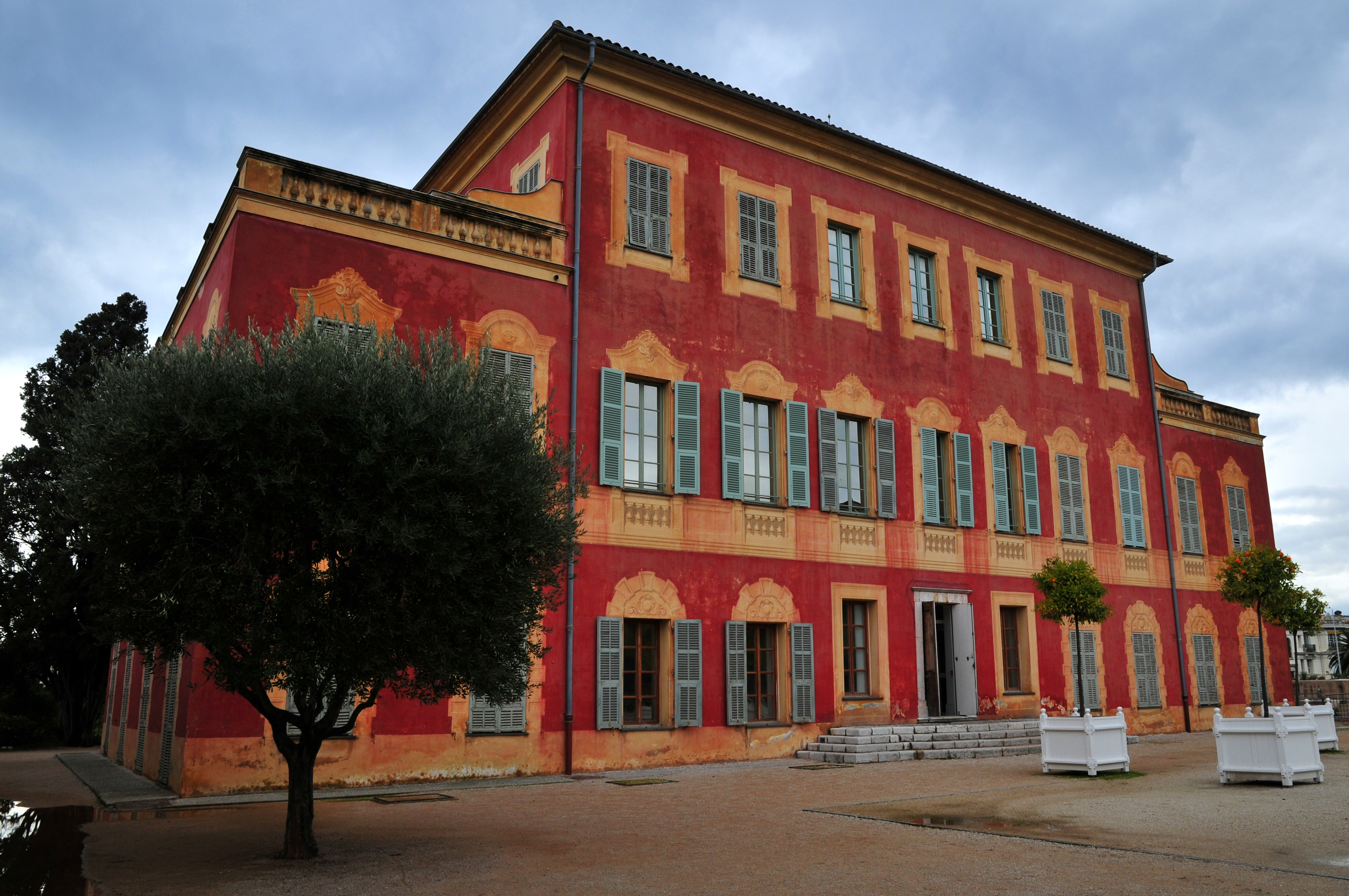
Le musée Henri Matisse.

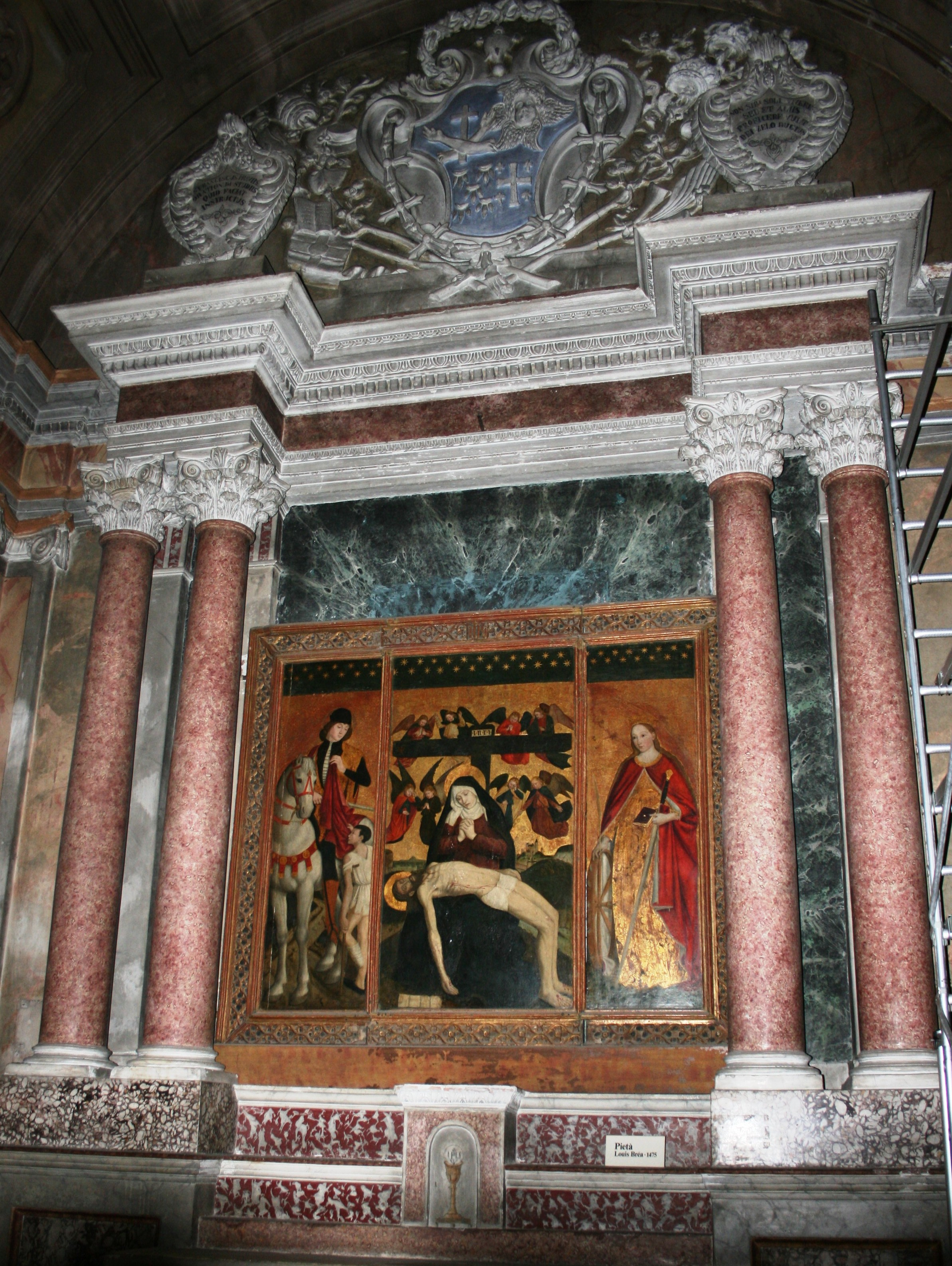
La Piéta de Louis Bréa, vers 1475, dans le monastère de Cimiez.

Le musée Henri Matisse et le musée national Marc Chagall font partie des musées les plus visités du quartier de Cimiez, proposant à eux seul plus de 1100 œuvres et assurant 150 000 visites annuelles.
Autrefois baptisé Palais Gubernatis, le musée Henri Matisse est l'un des plus beaux bâtiments du quartier, datant de 1680 ; il est situé au cœur du Parc des Arènes planté de dizaines d'oliviers centenaires.
Le musée national Marc Chagall a été construit au XXe siècle dans un style moderne et présente le message biblique de l'artiste qui est composé de 17 tableaux, de toutes ses œuvres préparatoires, d'une série de gouaches, d'une mosaïque, d'une tapisserie, ainsi que plusieurs vitraux montrant ainsi l'étendue de la maîtrise technique du maître.
Le Musée archéologique de Nice-Cimiez présente de riches collections d'art antique et sert d'accès aux vestiges de la ville gallo-romaine de Cemenelum.
À proximité se trouve également le monastère Franciscain construit au XIVe siècle dans lequel se trouvent trois tableaux majeurs du peintre primitif Niçois Louis Bréa et un imposant retable baroque de bois sculpté. Un délicieux musée franciscain comportant des cellules peintes et une collection d'objets monastiques jouxte le monastère. Près de celui-ci, le jardin et sa magnifique roseraie surplombent la ville et la mer.

### Le nouveau conservatoire de musique (C.N.R.R. Pierre Cochereau)
Construit en 2010 sur les hauteurs de Cimiez, il présente une architecture moderne parfaitement intégrée avec les bâtiments environnants et reprend les couleurs dominantes du quartier, le blanc et le rouge. Avec son auditorium de 750 places ce conservatoire est un haut lieu non seulement de l’apprentissage de la pratique de la musique pour tous les jeunes de la région, mais aussi un lieu de rencontre et de spectacles, et de très nombreux concerts y sont organisés tout au long de l’année.

## Traditions niçoises
Au printemps, Cimiez est le lieu de célèbres fêtes traditionnelles :
- La première, le jour de l'Annonciation, s'appelle le festin des cougourdons.
- Durant le mois de mai, la fête des Mai occupe tous les week-ends du mois.

La tradition niçoise garde encore le souvenir des chansons composées par Menica Rondelly ou Jouan Nicola.

## Voies du quartier
- Arènes de Cimiez (avenue des) :

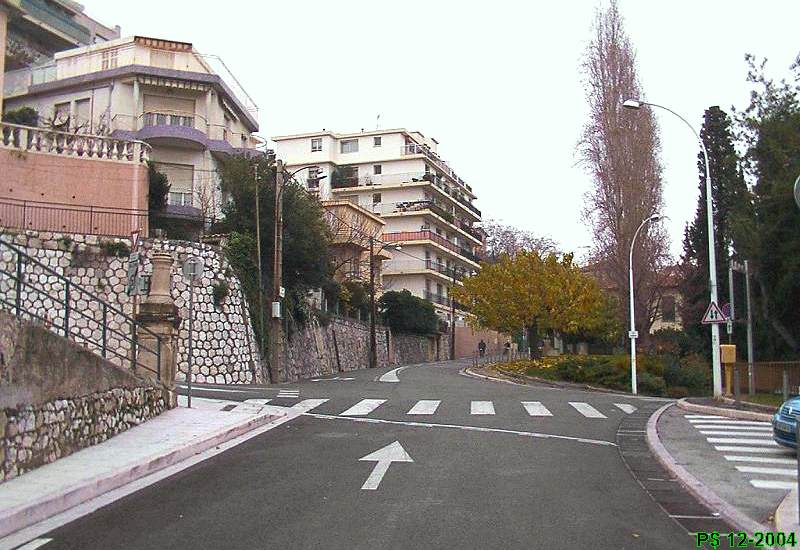
L'avenue des Arènes dans sa partie inférieure. À droite, un carrefour pour descendre vers la vallée du Paillon.
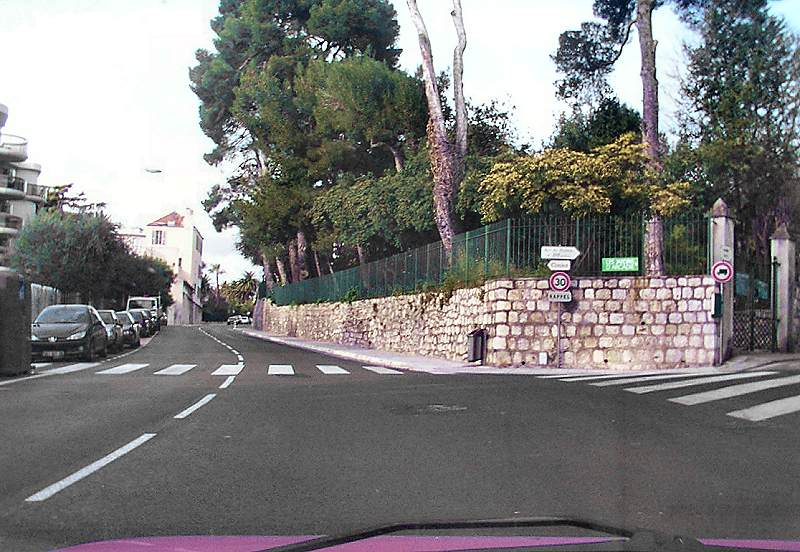
L'avenue des Arènes dans sa partie supérieure, près de l'amphithéâtre romain de Cimiez.

- Cimiez (boulevard de) :

no 2 : Petit palais (bureaux commerciaux) et Grand palais.
no 4 et 6 : Hôtel Majestic, ancien hôtel, le plus vaste construit à Nice.
no 5 et 7 : Cimella L'Aiglon
no 7 : Palais L'Aiglon
no 15 : Palais de Valence, son nom vient sans doute de Valence.
no 24 : Villa Paradiso
no 38 : Palais Buisine, construit selon les plans de l'architecte Biasini en 1906.
no 39 : Riviera Palace
no 46-48 : L'Alhambra
no 53 (coin du boulevard Prince de Galles) : Palais Prince de Galles
no 55-57 (coin du boulevard Prince de Galles et avenue Liserb) : Palais Tony-Pin
no 71 : Le Regina
no 82 : Winter Palace
no 108 : Villa Biasini
no 110 : Copropriété palais Victoria.

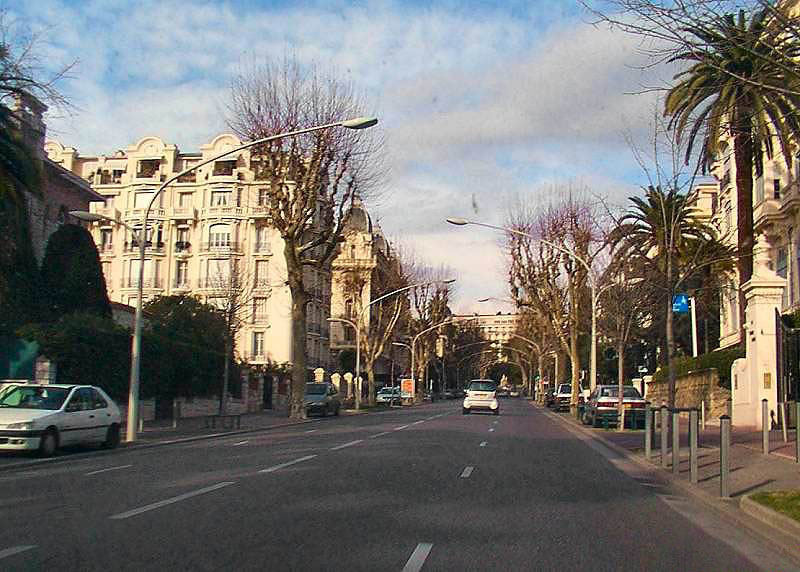
Le boulevard de Cimiez à mi-hauteur, vers la colline de Cimiez, direction nord-ouest. À gauche, le palais Prince de Galles.
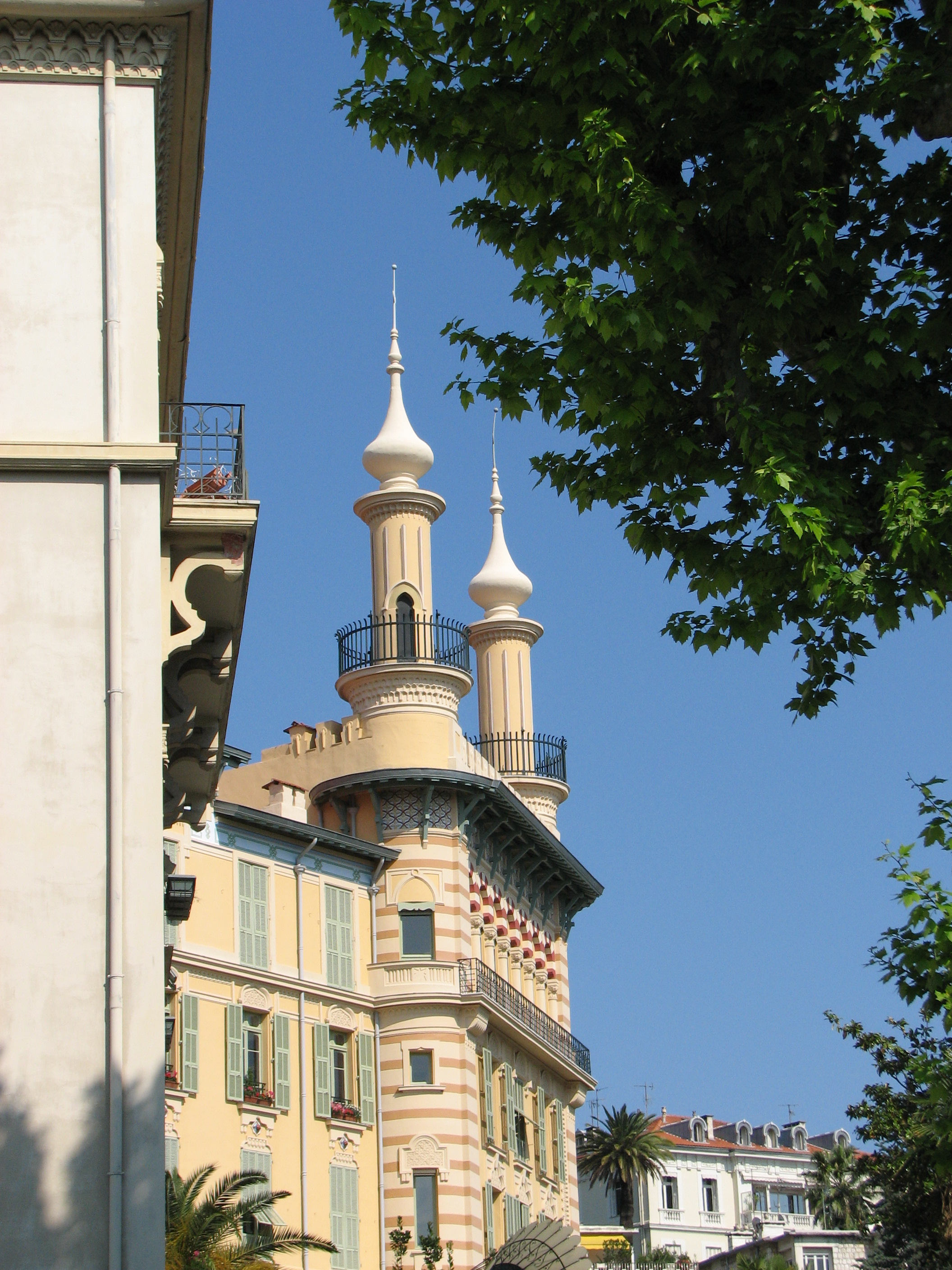
L'Alhambra.
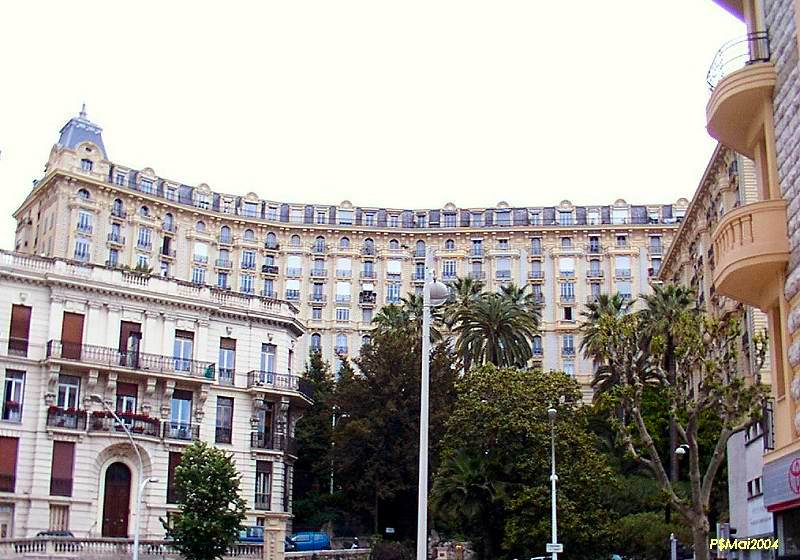
Vue d'ensemble des Grand et Petit palais.
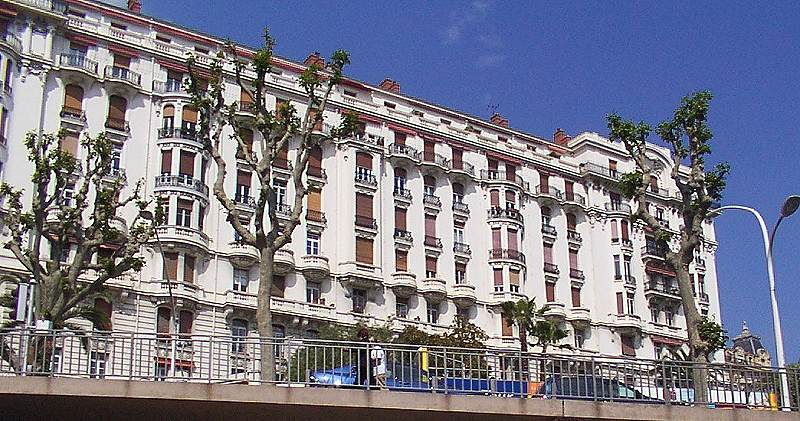
Le palais Majestic.
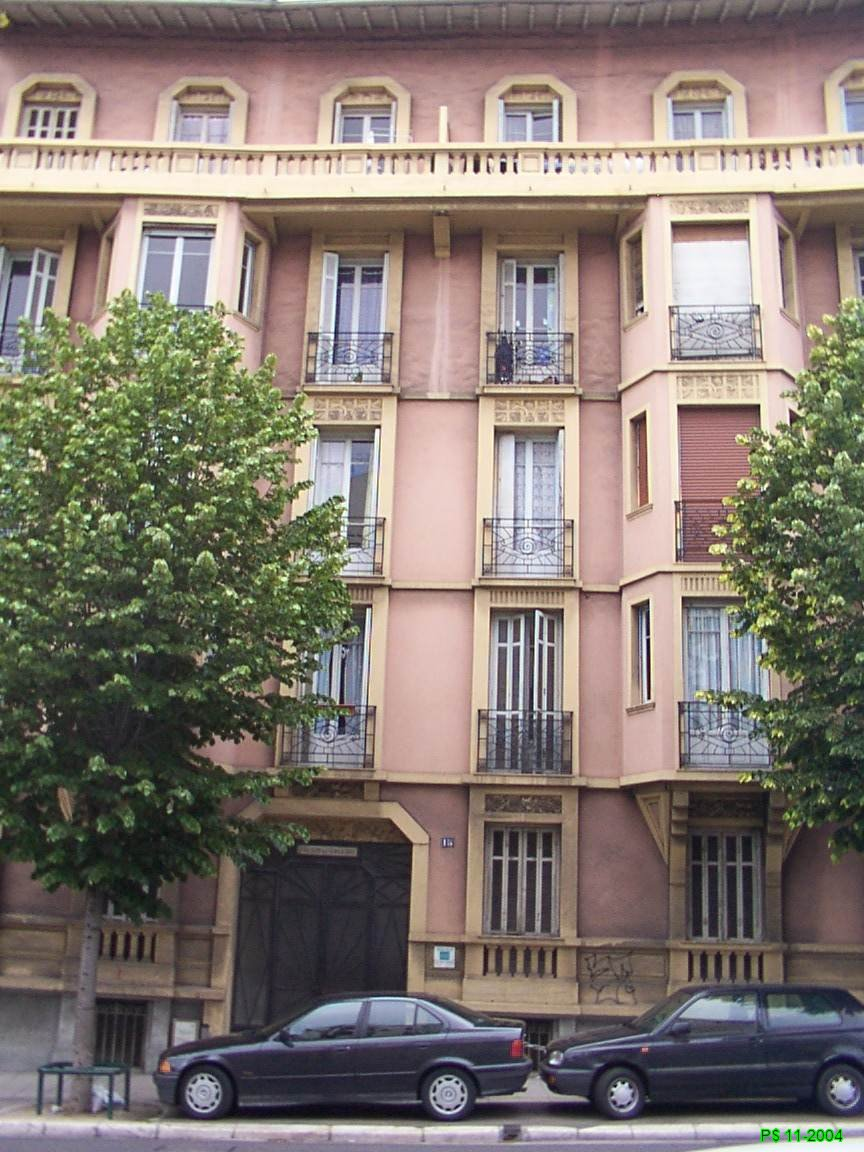
Le palais de Valence fait face à la partie nord du palais Majestic.
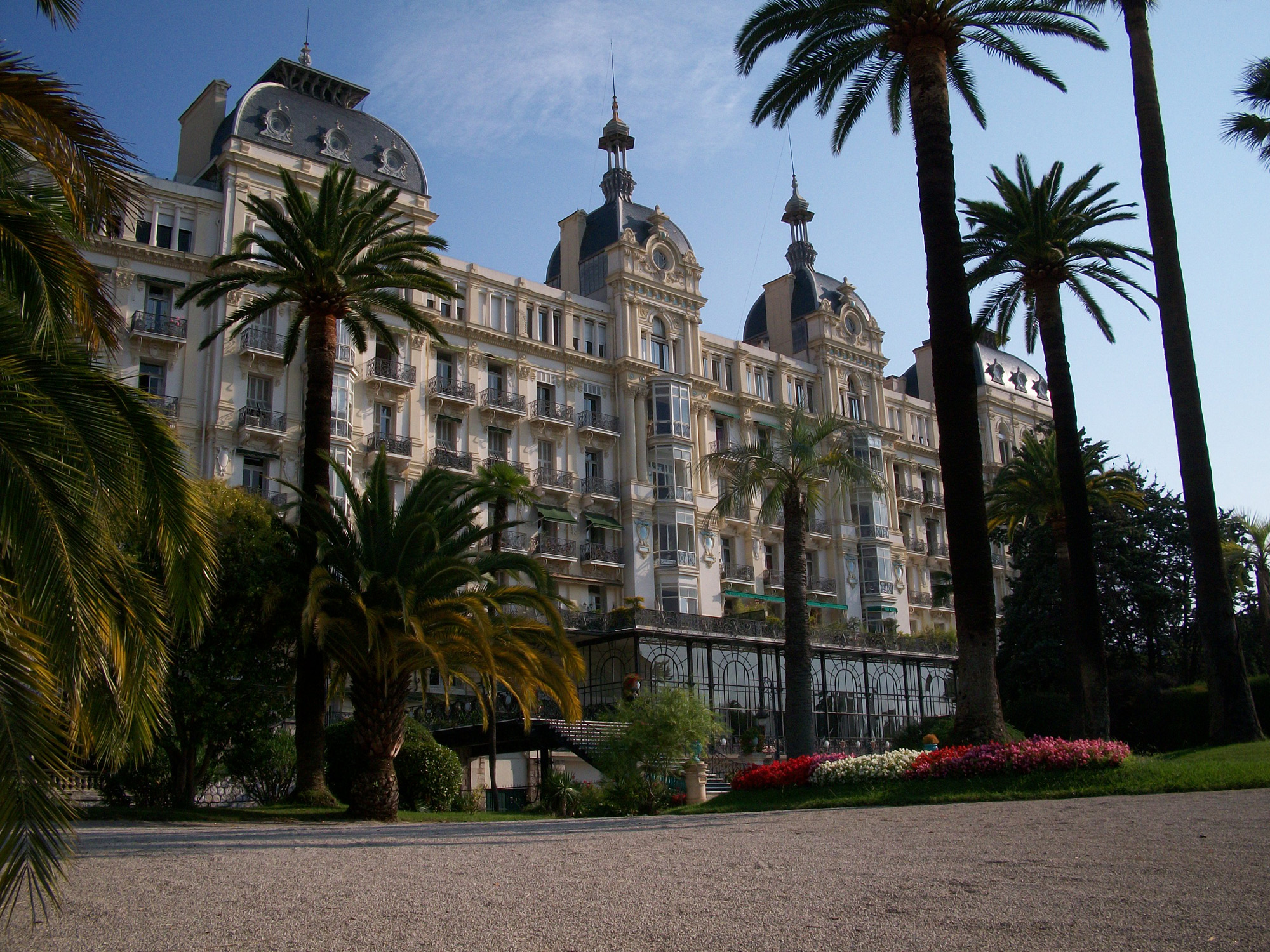
Le Régina
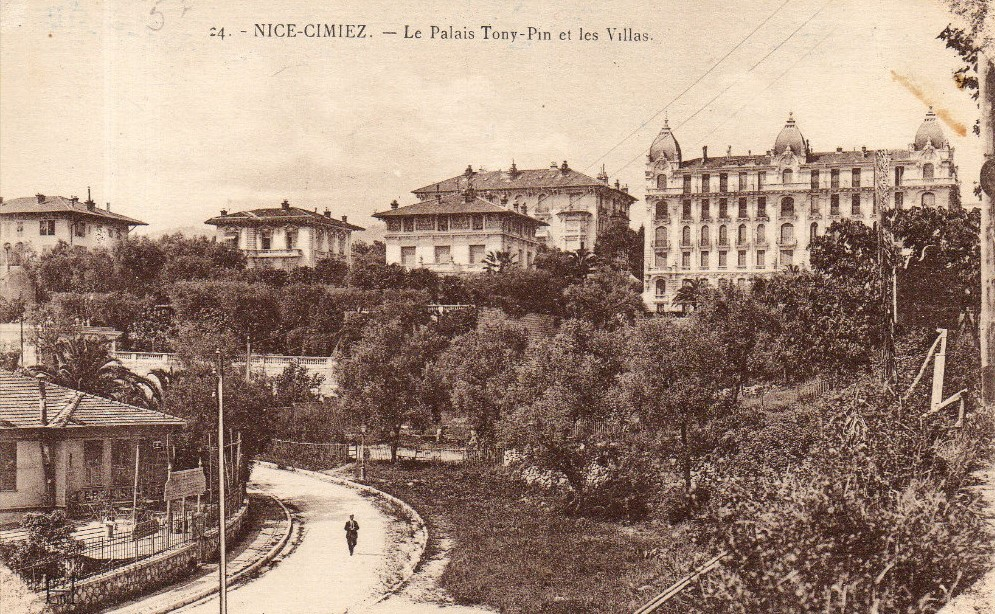
Le Tony-Pin (vers 1900).
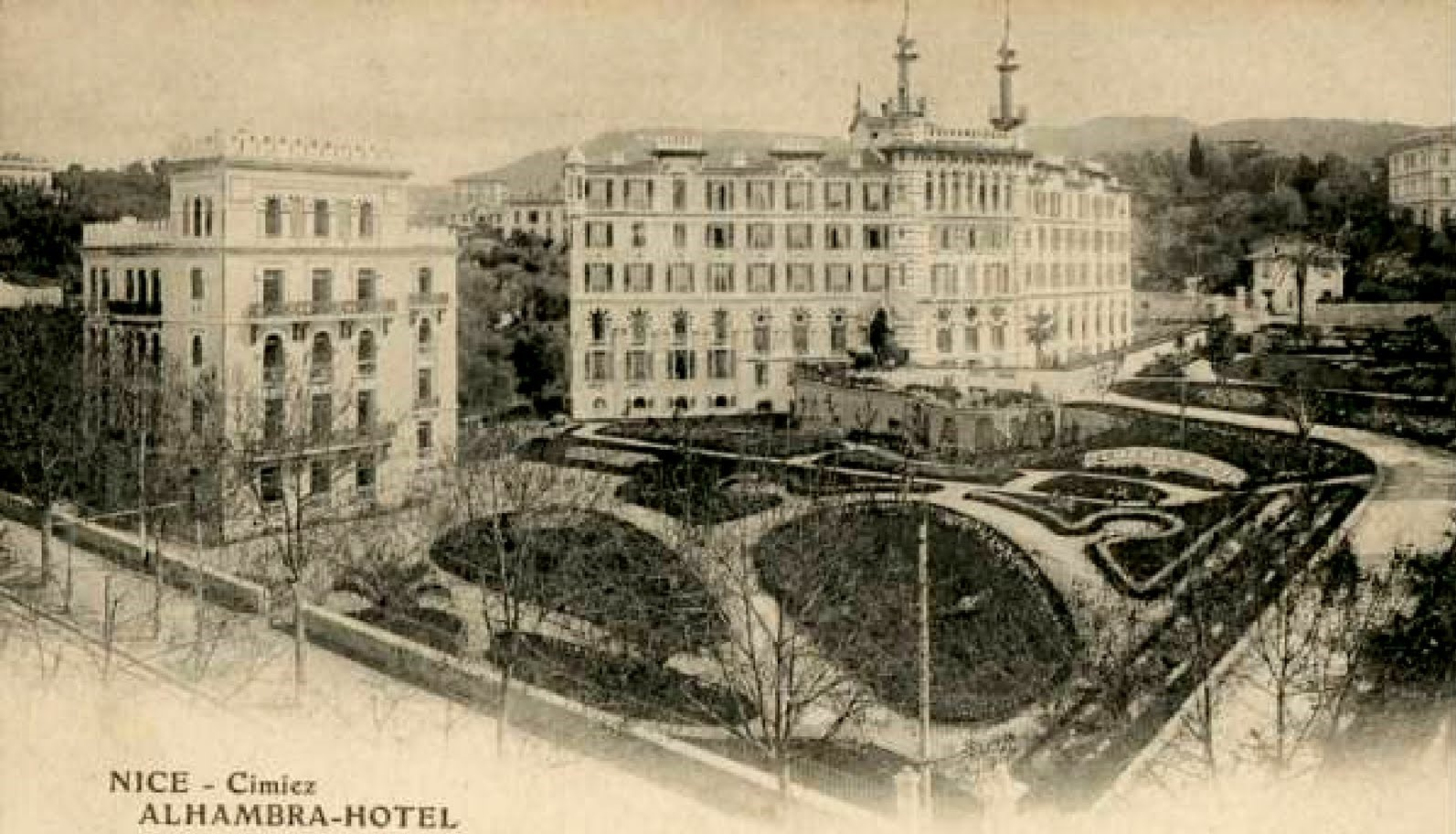
L'Hôtel Alhambra (vers 1910).
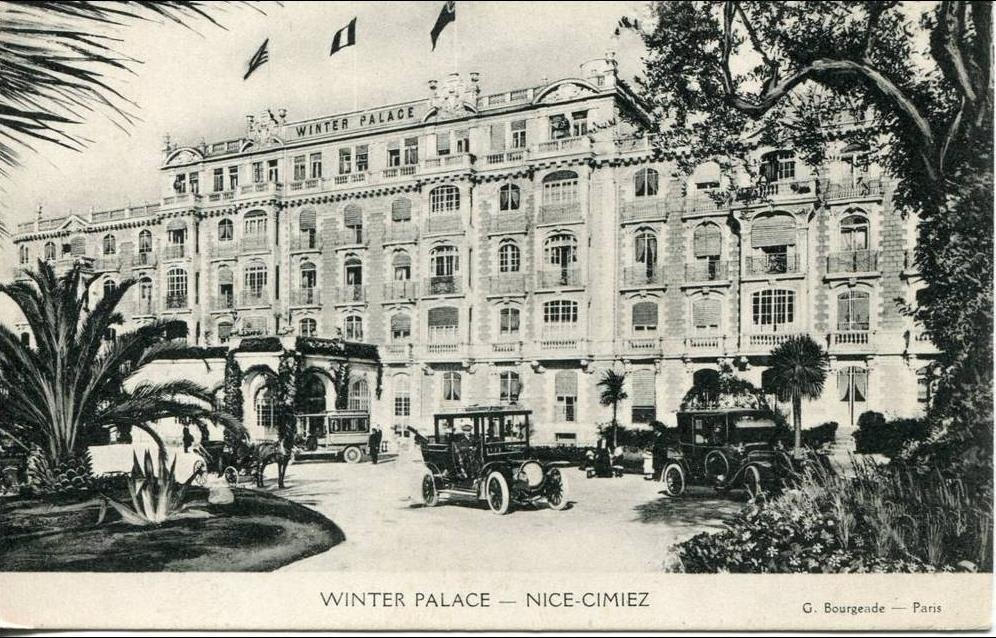
Le Winter Palace (vers 1910).
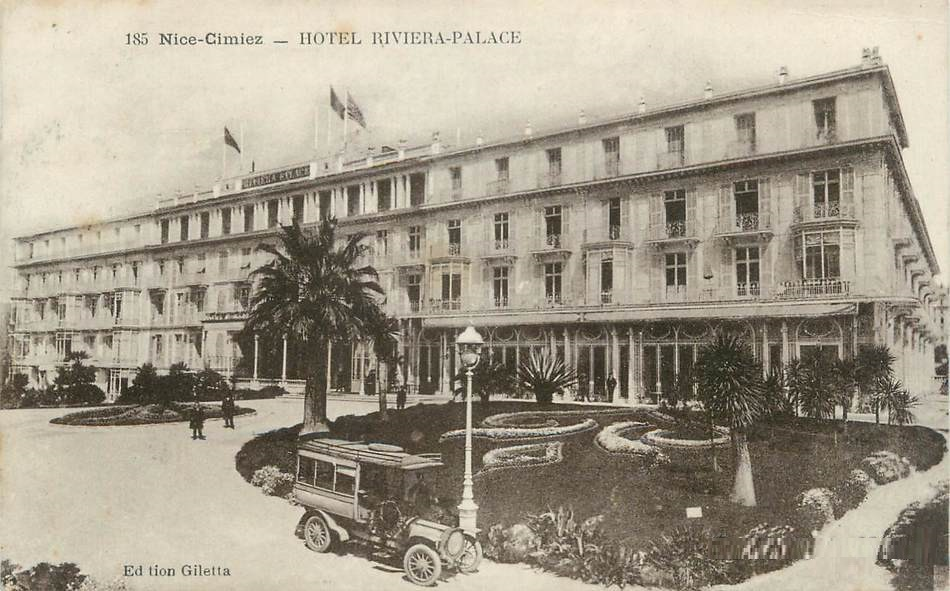
Le Riviera Palace (vers 1910).

- George V (avenue) : nommée ainsi en l'honneur de George V du Royaume-Uni, anciennement avenue de Washington jusqu'en 1935[24]

no 16 : Palais Prince Charles, nommé ainsi en l'honneur du fils d'Élisabeth II.
no 71 : Palais Saint-Germain, construit par M. Fulcheri selon les plans de l'architecte A. Gastaldi.
no 85 : Grand séminaire de Nice, aujourd'hui INSPE
no 94 : Villa Nobili.

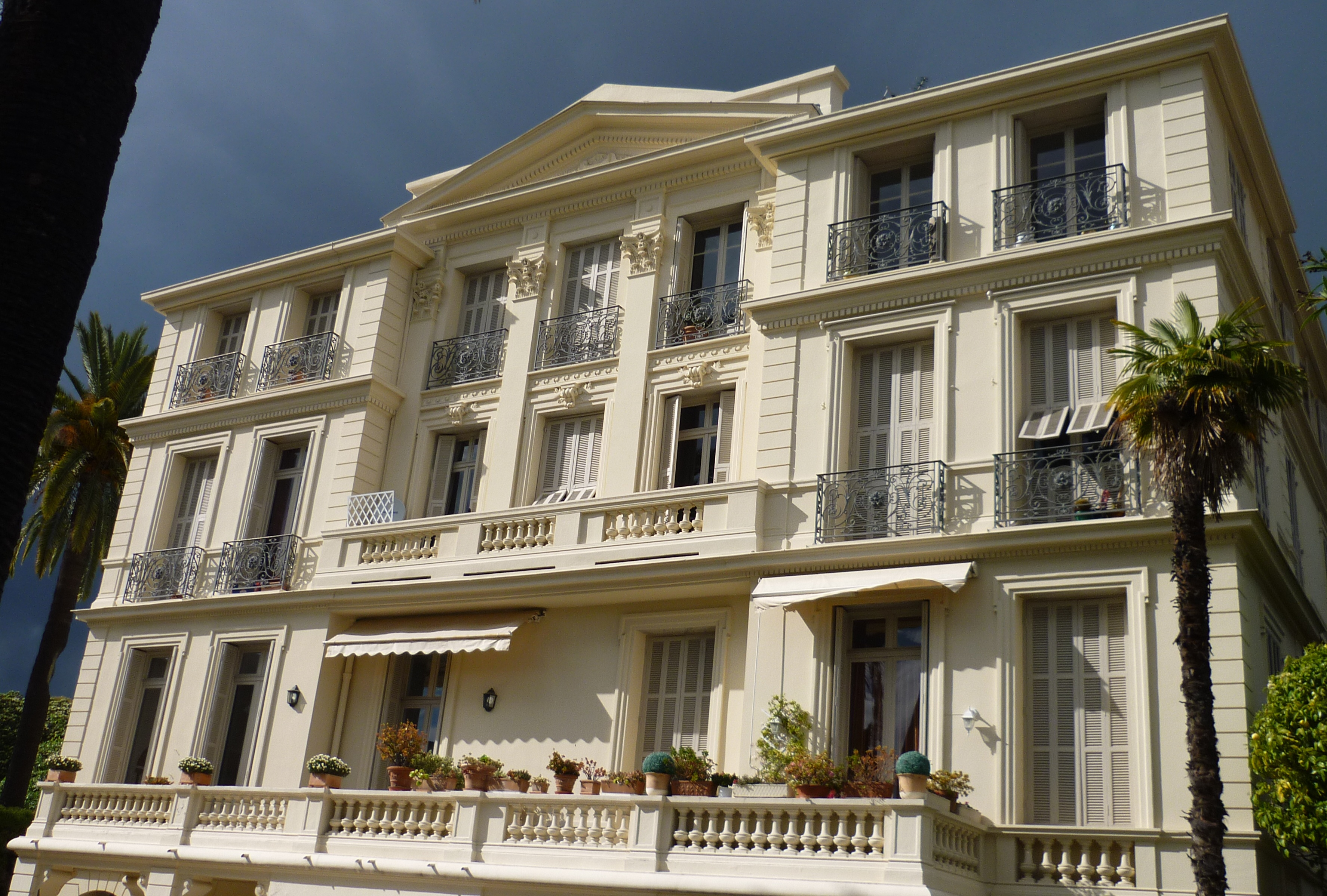
La Villa Nobili
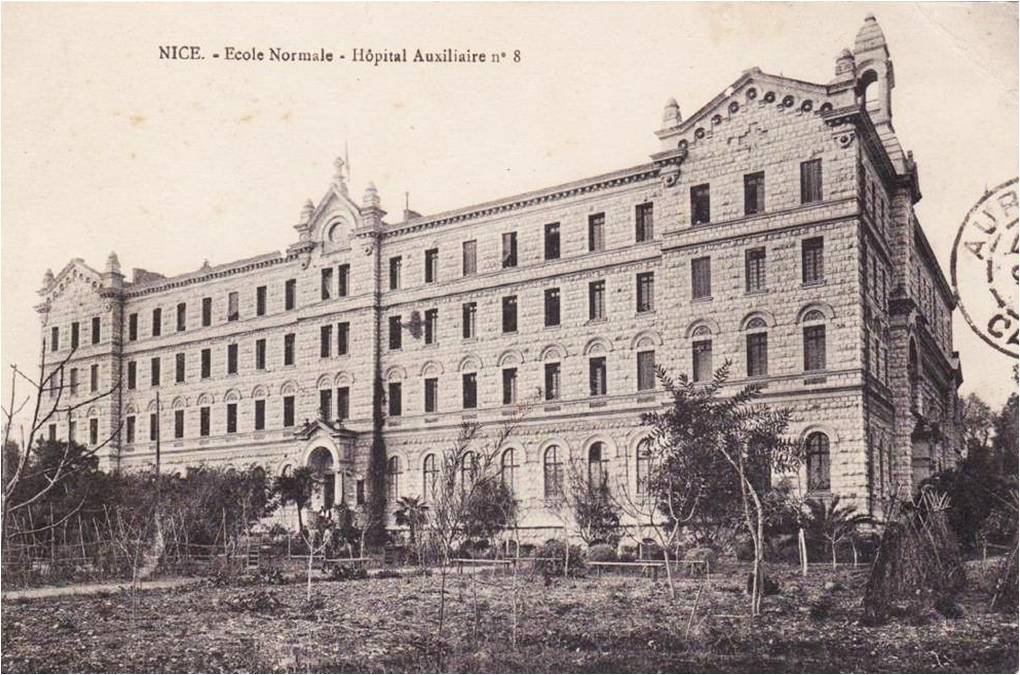
Le Grand séminaire, vers 1915

- Monastère (avenue et place) : elles sont bordées par le monastère de Cimiez ainsi que par le parc des arènes de Cimiez.

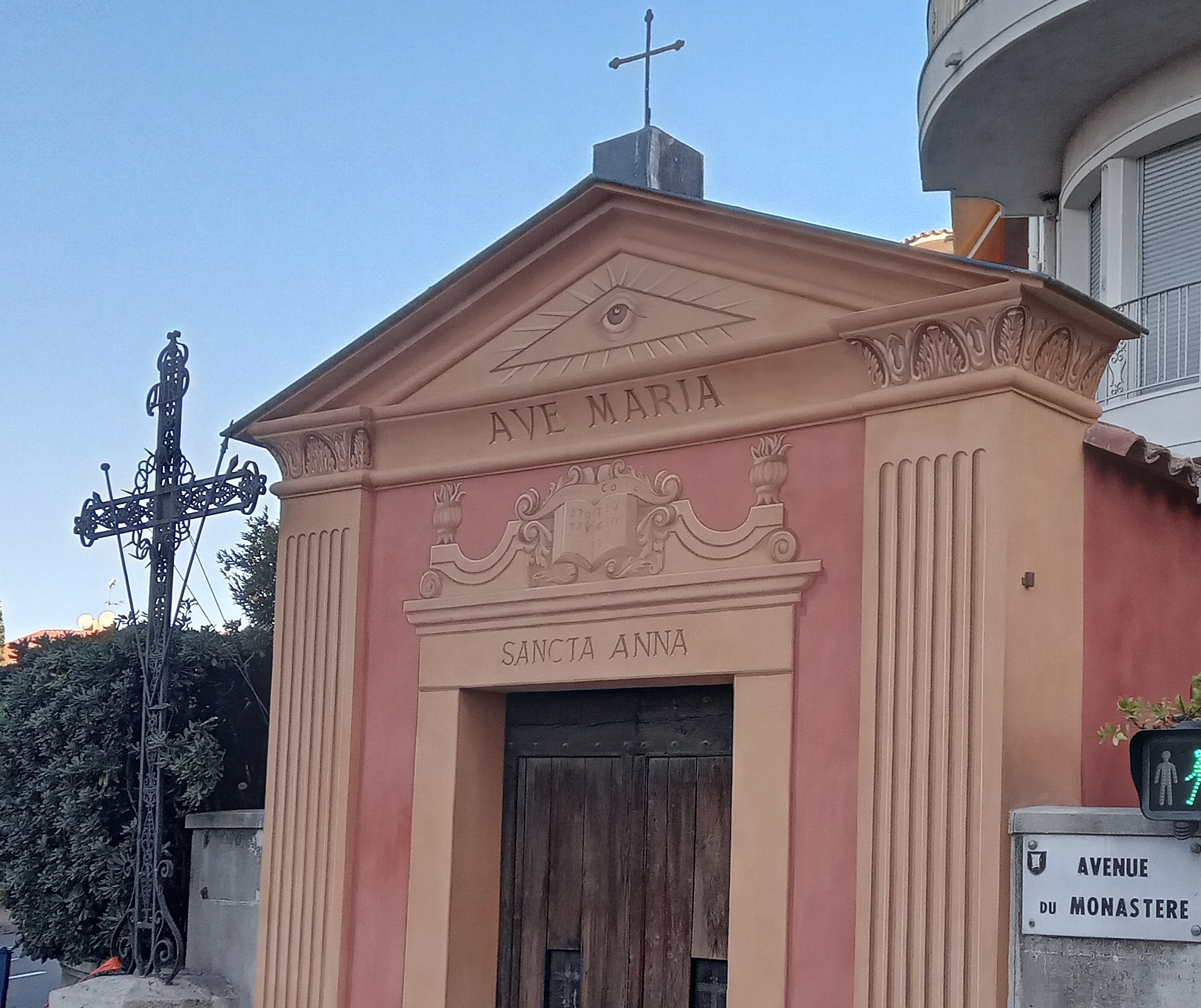
La Chapelle Sainte-Anne, angle av. du Monastère et av. de Flirey
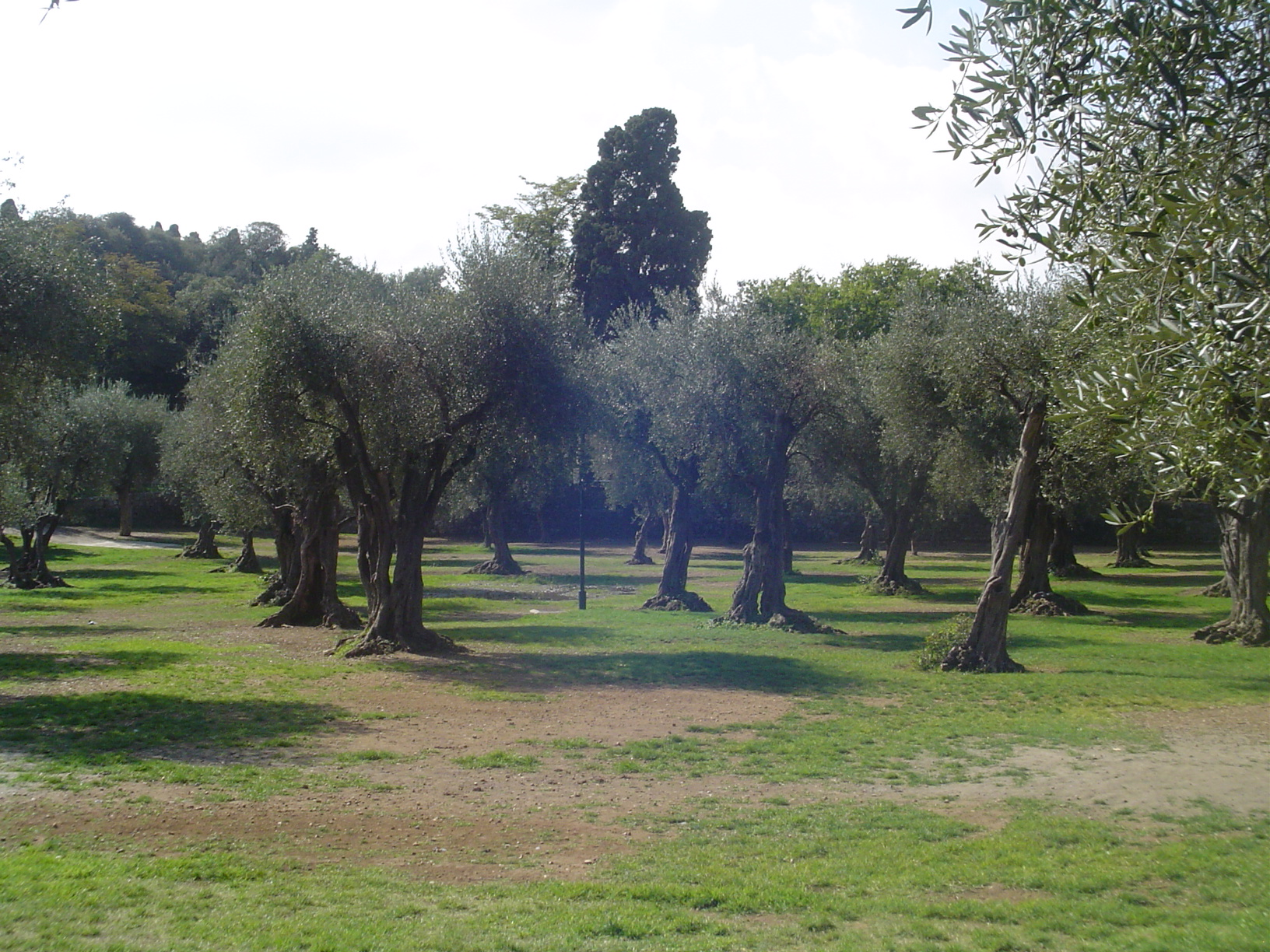
Le parc des arènes de Cimiez
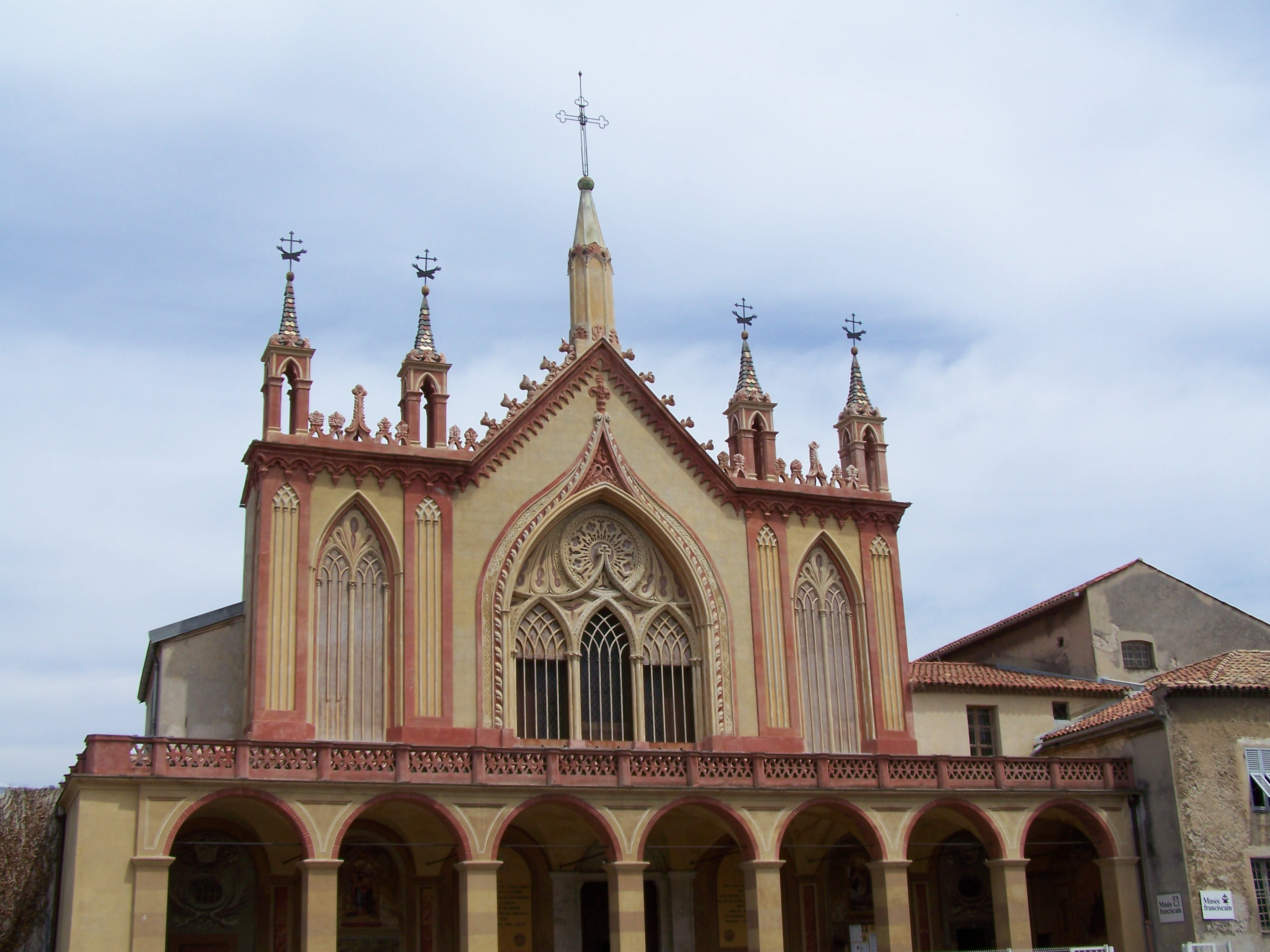
La façade du monastère de Cimiez

- Prince de Galles (boulevard) : nommé ainsi en l'honneur du futur Édouard VII qui séjourna à Nice.

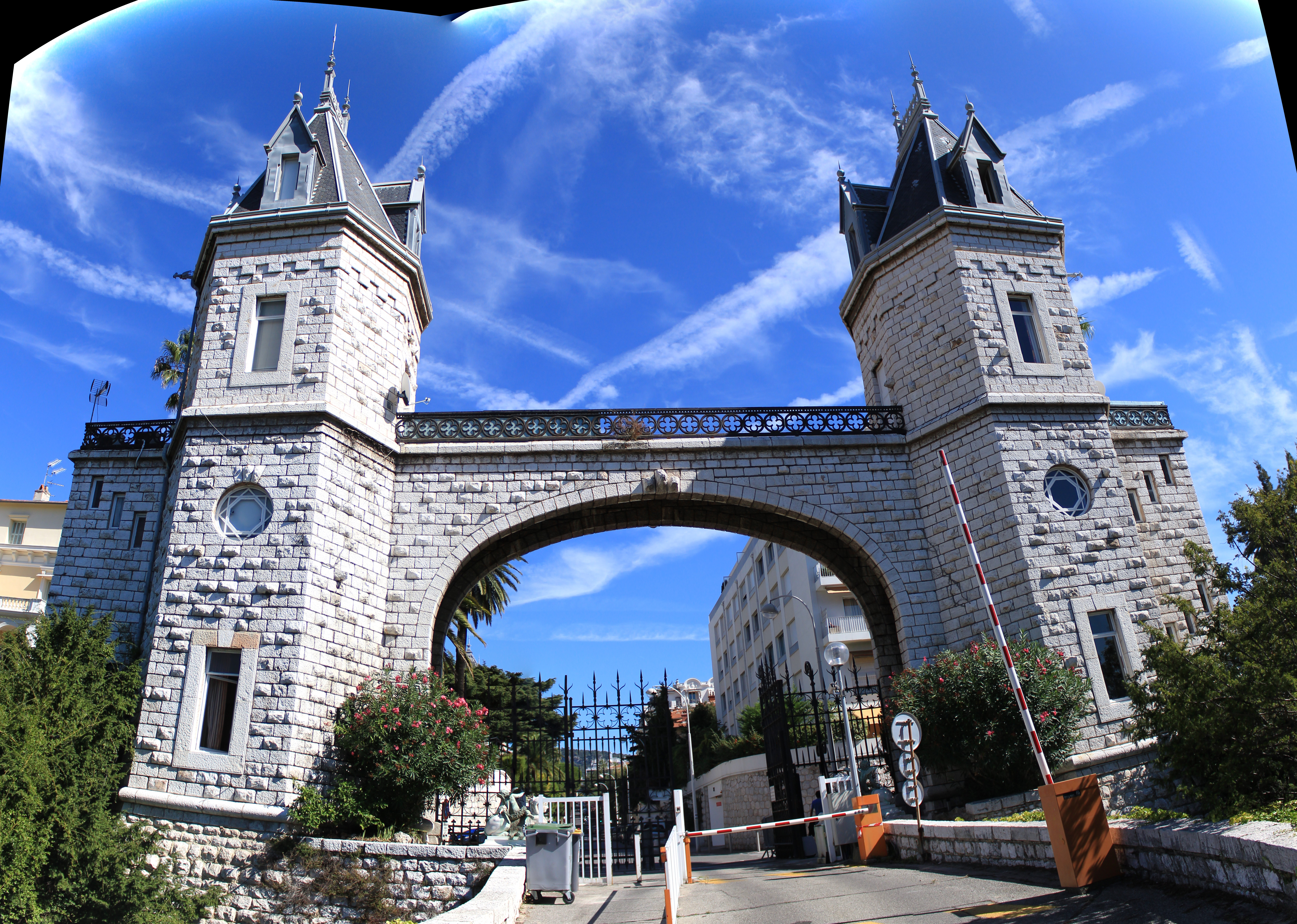
Entrée du parc du château de Valrose
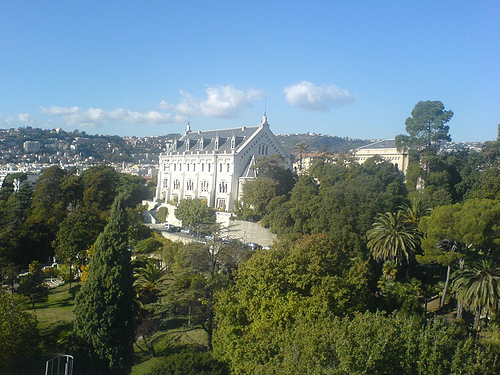
Parc et château de Valrose
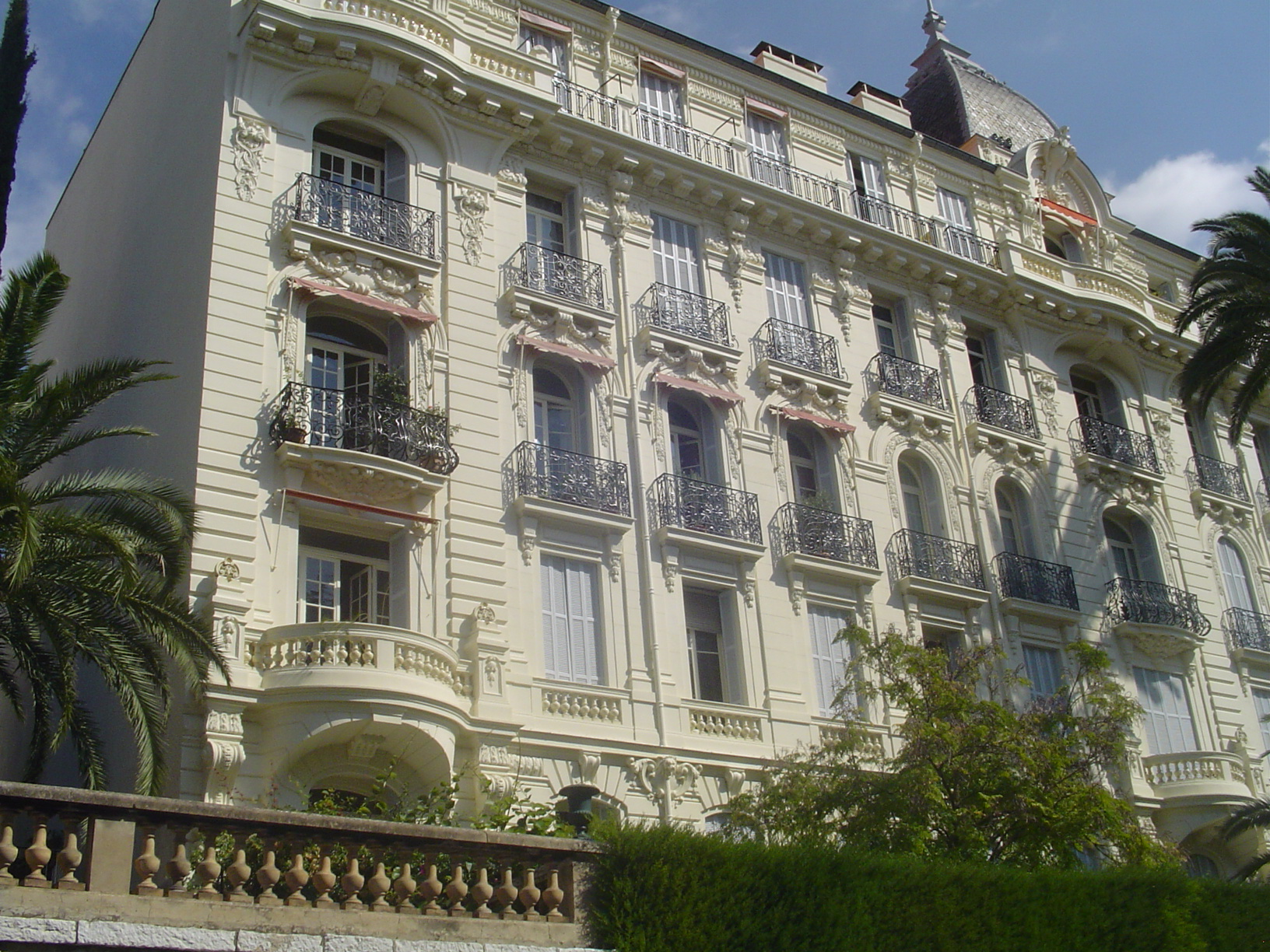
Palais Tony-Pin

- Reine Victoria (avenue) : nommée ainsi en l'honneur de Victoria, reine du Royaume-Uni et impératrice des Indes.

no 4 : Grand Hôtel et pavillon Victoria, devenu l'Hôpital de Cimiez en 1938

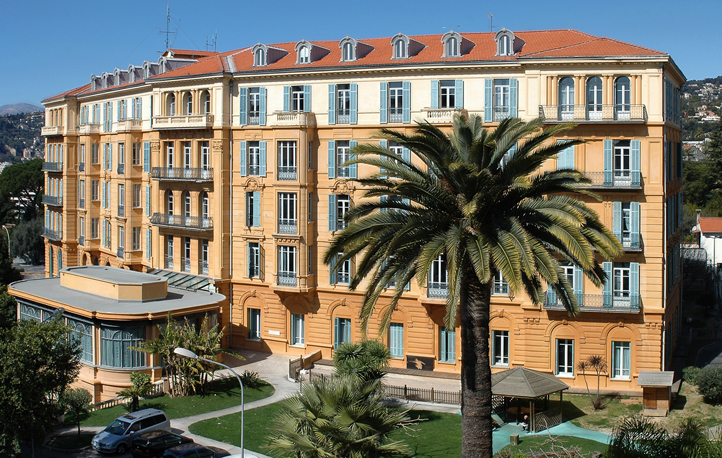
L'Hôpital de Cimiez

## Population
En 1999, le quartier de Cimiez comptait 14 940 habitants, un chiffre en baisse de 7,70 % par rapport à 1975. La densité de population y est relativement forte : entre 5 000 et 15 000 habitants par km². La population se composait en 1999 de seulement 7,62 % d'ouvriers. À l'inverse, elle comportait 18,73 % de cadres, soit le troisième taux le plus élevé des quartiers de Nice. Le quartier, majoritairement habité par une population catholique, présente également une forte population juive ainsi que l'école privée Or Torah.